# Dabasi Endre
Dabasi Endre (Monor, 1899. szeptember 27. – Budapest, 1977. március 7.) sebész, egyetemi tanársegéd.

## Életpályája
Dabasi (Blau) Ödön (1869–1955) orvos és Fuchs Margit fiaként született zsidó családban. Apja 1896 márciusában fiatal magánorvosként került Monorra, ahol még ugyanabban az évben járási tisztiorvossá nevezték ki. Szülei két évvel később kötöttek házasságot. Anyai nagyapja, Fuchs Jenő községi orvos volt. Két testvére, – Tibor és Ödön – szintén az orvosi hivatást választották.
Középiskolai tanulmányait magántanulóként kezdte, 1911 és 1917 között pedig a Nagykőrösi Református Arany János Főgimnáziumban tanult. A budapesti Pázmány Péter Tudományegyetem Orvostudományi Karán folytatta tanulmányait, ahol 1922-ben avatták orvosdoktorrá. Ezután egy évet Berlinben, a Sebészeti Klinikán töltött, ahonnan hazatérve a pécsi Erzsébet Tudományegyetem Sebészeti Klinikájának munkatársa lett. 1924 után a Pázmány Péter Tudományegyetem II. sz. Sebészeti Klinikájának tanársegédje. 1933 októberében tiszti orvosi képesítést szerzett. A második világháború alatt munkaszolgálatos alorvosként a sátoraljaújhelyi Erzsébet Közkórházban dolgozott. A háborút követően ugyanott sebészeti osztályos tb. főorvossá nevezték ki. Később a budapesti X. kerületi Rendelőintézet sebésze szakfőorvosa lett. 1972-ben, nyugállományba vonulása alkalmából az egészségügyi miniszter dicséretben részesítette.
Több önálló értekezése és dolgozata jelent meg hazai és külföldi szaklapokban. Több tudományos egyesület tagja.
Felesége Kismarty-Lechner Mária Anna, Kismarty-Lechner Jenő és Unger Anna Mária lánya, akivel 1934. november 14-én Budapesten kötött házasságot. Két fia közül Endre, valamint unokája, András szintén orvos; akárcsak egyik dédunokája, Eszter. A második fia, Dabasi Miklós matematikus, közgazdász.
A Fiumei úti sírkertben nyugszik Kismarty-Lechner Jenő családi sírjában (11/1-1-27).

## Művei
- Az ostibiale externumról, két eset kapcsán. (Orvosképzés, 1926, 2.)
- A tendovaginitis stenosansról. De Quervainféle megbetegedés. (Orvosképzés, 1927, 2.)
- Kísérleti vizsgálatok újabb szöveti antisepticumokkal. (Orvosi Hetilap, 1930, 52.)
- A gyulladások röntgenkezelése. (Orvosi Hetilap, 1932, 30.)
- A kéz baleseti sérüléseinek kezelése, tekintettel a szövődményekre. (Orvosképzés, 1933)
- Meckel-gurdély kizárt combsérvben. (Orvosi Hetilap, 1946, 24.)